# Forzicija
Forzicija (Lat. Forsythia) ime je za rod biljaka iz porodice maslinovki (Oleaceae), rod maslina, s 8 vrsta, uglavnom iz istočne Azije; jedna pripada jugoistočnoj Europi.
Naziv su dobile po Williamu Forsythu.

## Opis
Forzicije su bjelogorični grmovi koji rastu do 1–3 m visine (rijetko do 6 mn) s grubom, smeđesivom korom. Listovi rastu sučelice, obično jednostruki, a ponekad trostruki, s baznim parom malih listića, i obično su 2–10 cm dugi (rijetko 15 cm); rub je nazubljen ili ravan.
Cvjetovi se pojevljuju u rano proljeće prije listova, svjetlo žuti, duboko podijeljeni na četiri latice koje se spajaju u osnovi. Plod je suha kapsula, koji sadrži četiri sjemena s krilcima.

## Vrste
1. Forsythia europaea Degen & Bald. Na Balkanu, u Albaniji i Kosovu.
2. Forsythia giraldiana Lingelsh. Sjeverozapadna Kina.
3. Forsythia japonica Makino. Japan.
4. Forsythia koreana (Rehder) Nakai
5. Forsythia likiangensis Ching & Feng ex P.Y.Bai. Jugozapadna Kina.
6. Forsythia mira M.C.Chang. Sjeverna središnja Kina.
7. Forsythia nakaii (Uyeki) T.B.Lee
8. Forsythia ovata Nakai
9. Forsythia suspensa (Thunb.) Vahl. Istočna i središnja Kina.
10. Forsythia togashii H. Hara. Japan (Shōdoshima).
11. Forsythia viridissima Lindl. Istočna Kina.
12. Forsythia ×intermedia Zabel, nije priznata
13. Forsythia ×mandschurica Uyeki. Sjeveroistočna Kina.

## Uzgoj
Hibridi Forsythia × intermedia (F. suspensa × F. viridissima) i Forsythia × variabilis (F. ovata × F. suspensa) su proizvedeni za uzgoj.
Forzicije su popularne kao rano cvjetajući grmovi u vrtovima i parkovima. Dvije se uglavnom uzgajaju za ukras, Forsythia × intermedia i Forsythia suspensa. Obje cvjetaju u rano proljeće sa žutim cvjetovima. Uzgajaju se i zbog otpornosti. Češće uzgajana forsythia × intermedia je manja, raste uspravnije i ima jako obojane cvjetove.
Forsythia suspensa je velik do vrlo velik grm, koji se moža saditi uz obale, i ima blijeđe cvjetove. Postoje još mnoge varijante koje se uzgajaju.
Komercijalno razmnožavanje je obično reznicama, koje se uzimaju od zelenih stabljika poslije cvatnje u kasno proljeće i rano ljeto; druga mogućnost je da se reznice uzimaju između studenog i veljače.
F. suspensa (kin. 连翘; pinyin: liánqiào) se smatra jednom od 50 osnovnih biljaka u kineskoj biljnoj medicini.

## Galerija
- Grm forzicije
- Forsythia × intermedia cvjetovi i listovi
- Velika 50-godišnja forzicija
- Forzicija izbliza